# Snijbonenmolen

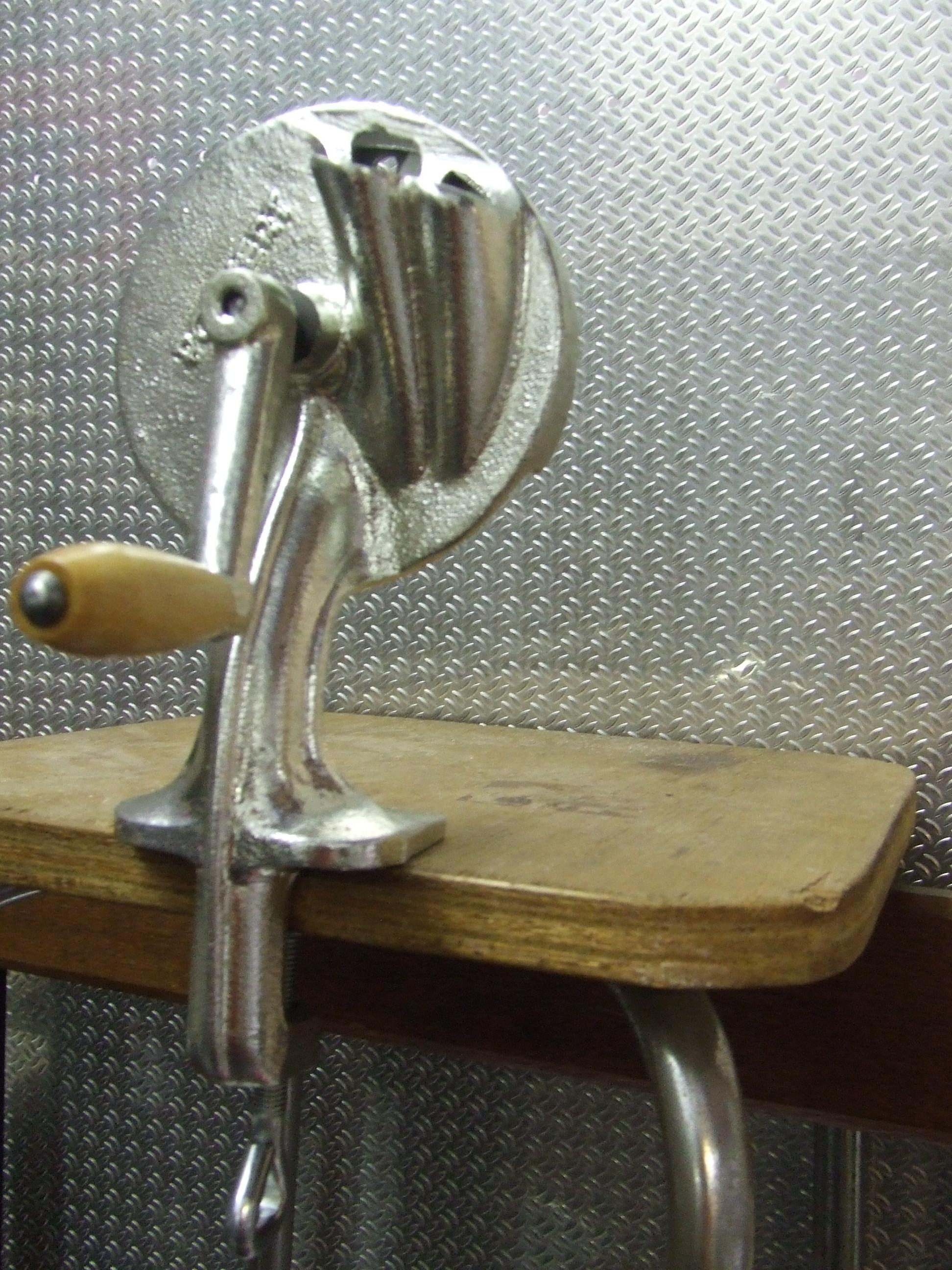
Snijbonenmolen

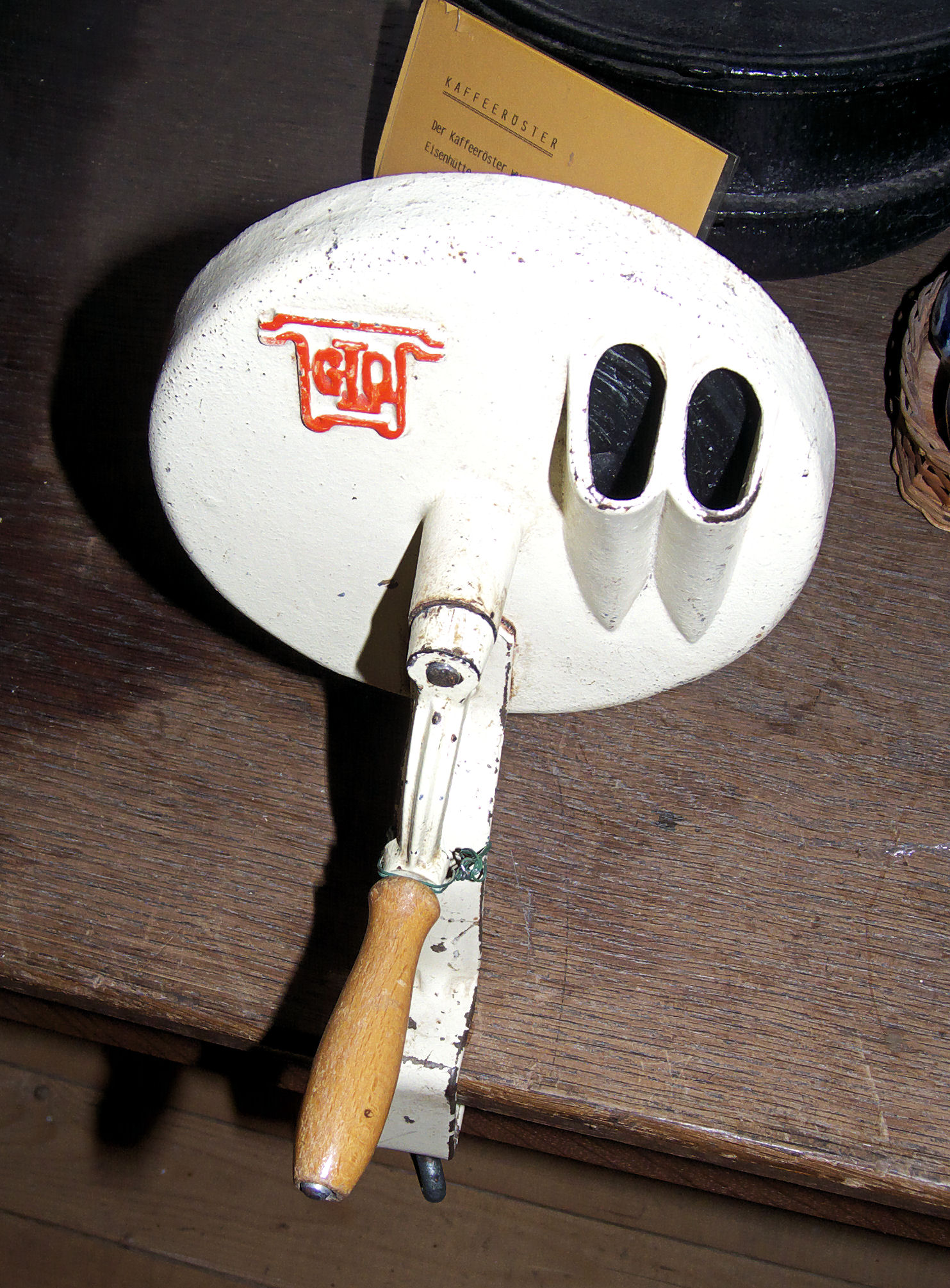
Snijbonenmolen

Een snijbonenmolen is een voorwerp uit de keuken dat wordt gebruikt om snijbonen en pronkbonen in smalle reepjes te snijden. Tegenwoordig snijdt men er ook kousenband mee.
Het apparaatje bestaat uit een of twee invoergleuven, waarin de hele snijboon wordt gestopt. Achter deze gleuf bevindt zich een roterend mes dat wordt aangedreven door een slinger, die handmatig kan worden bediend. De meeste molens bevatten zuignappen of klemmen om de molen op een tafel of aanrechtblad te bevestigen.
De gesneden bonen worden direct na het koken geconsumeerd of door middel van wecken of pekelen geconserveerd.
Het apparaat wordt nog steeds gebruikt. Er zijn kant-en-klaar gesneden producten, echter sommige consumenten kiezen voor vers en zelf gesneden.

## Historie
De snijbonenmolen werd omstreeks 1860 in Nederland geïntroduceerd. Eerder gebruikte men mesjes met een dubbel lemmet, die in Groningen boonemeskes werden genoemd. Ook werden tot in de twintigste eeuw snijbonenmessen gebruikt.